# Dialetto mentonasco
Il mentonasco o mentonese (nome nativo mentunasch, in ligure mentunascu, in francese mentonasque) è varietà dialettale della lingua ligure del cantone di Mentone, nel dipartimento delle Alpi Marittime in Francia. È intermedio fra il dialetto intemelio del ligure ed il dialetto vivaro-alpino dell'occitano.
In questo idioma lo si nomina e lo scrive come U Mentunasch secondo la norma etimologica. Lo si pronuncia in tutti i casi [u meⁿtuˈnaʃk], impiegando l'articolo U (davanti ad una consonante).
I comuni dove si parla mentonasco sono:

Lingue delle Alpi Marittime
occitano: vivaro-alpino montano
mentonasco
occitano: vivaro-alpino intermedio
occitano: nizzardo
occitano: provenzale marittimo
† figun (sostituito dal pr. marittimo)
roiasco
di cui
tendasco
brigasco

- Mentone
- Roccabruna
- Castiglione
- Castellar
- Sainte-Agnès
- Moulinet
- Sospello
- Gorbio

     occitano: vivaro-alpino montano
     mentonasco
     occitano: vivaro-alpino intermedio
     occitano: nizzardo
     occitano: provenzale marittimo
     † figun (sostituito dal pr. marittimo)
     roiasco
     di cui
     tendasco
     brigasco

## Classificazione del mentonasco
Per Jean-Philippe Dalbera, che è un occitanista, il mentonasco avrebbe la sua origine nel dialetto vivaro-alpino dell'occitano, e farebbe la transizione verso il ligure intemelio.
Secondo Werner Forner rappresenta l'ultimo avamposto del ligure roiasco che un tempo si estendeva senza soluzione di continuità dalle montagne sino al mare.